# Der Lechner Edi schaut ins Paradies
Der Lechner Edi schaut ins Paradies ist ein Theaterstück des österreichischen Schriftstellers Jura Soyfer. Es handelt vom Langzeitarbeitslosen Edi, der mit seiner Freundin Fritzi und der Maschine Pepi ein Zeitreise unternimmt. Auf dieser wollen sie den Fortschritt verhindern, den sie für ihre Lebensumstände verantwortlich machen, und treffen auf verschieden historische Persönlichkeiten. Das Stück wurde 1936 in der Literatur am Naschmarkt uraufgeführt.

## Hörspielbearbeitungen
- 1951: Der Lechner-Edi schaut ins Paradies – Regie: Peter Sturm (ORF Wien)
- 1975: Der Lechner-Edi schaut ins Paradies – Bearbeitung und Regie: Amido Hoffmann (DRS)

Quellen: Ö1-Hörspieldatenbank und HörDat, die Hörspieldatenbank